# Ferdinand (Indiana)
Pour les articles homonymes, voir Ferdinand.
Ferdinand est une ville américaine située dans le comté de Dubois, dans l'Indiana. Selon le recensement de 2010, Ferdinand compte 2 157 habitants. La municipalité s'étend sur 2,31 milles carrés (5,98 km2), dont 2,27 milles carrés (5,88 km2) de terres.